# Линкольнс-Инн
Почётное общество Линкольнс-Инн (англ. Lincoln's Inn) — одно из четырёх юридических заведений (корпорация или палата) Лондона, к которым относятся барристеры Англии и Уэльса.
Кроме юридической практики, здесь также проходят подготовку молодые юристы, окончившие высшие учебные заведения, и планирующие в дальнейшем заниматься юриспруденцией.

## История
Общество получило своё название в честь Генри де Ласи, третьего графа Линкольна. Точная дата основания — неизвестна. Считается, что Линкольн-Инн стал формально организованным юридическим заведением вскоре после смерти графа в 1310 году.
Линкольн-Инн расположен на границе с Сити и боро Вестминстер на улице Холборн лондонского боро Камден напротив Королевского судного двора. Основной комплекс зданий построен в 1525—1609 годах. Капелла Линкольнс-Инн построена по проекту архитектора  Иниго Джонса в неоготическом стиле в 1620—1623 годах. Перестроена сэром Кристофером Реном в 1685 году.

## Известные члены Линкольнс-Инн
- Мор, Томас (1478)
- Уолсингем, Фрэнсис (1532)
- Донн, Джон (1572)
- Кромвель, Ричард (1626)
- Питт, Уильям Младший (1759)
- Гартли, Дэвид (младший) (1759)
- Лефрой, Томас Ланглуа (1855—1866)
- Ньюмен, Джон Генри (1801)
- Гладстон, Уильям (1809)
- Асквит, Герберт Генри (1852)
- Джинна, Мухаммад Али (1876)
- Икбал, Мухаммад (1877)
- Гаррисон, Фредерик
- Зафрулла, Мухаммад Хан (1893)
- Хидаятулла, Мухаммад (1905)
- Шарма, Шанкар Даял (1918)
- Герцог, Хаим (1918)
- Денкташ, Рауф (1924)
- Тэтчер, Маргарет и др.

## Галерея

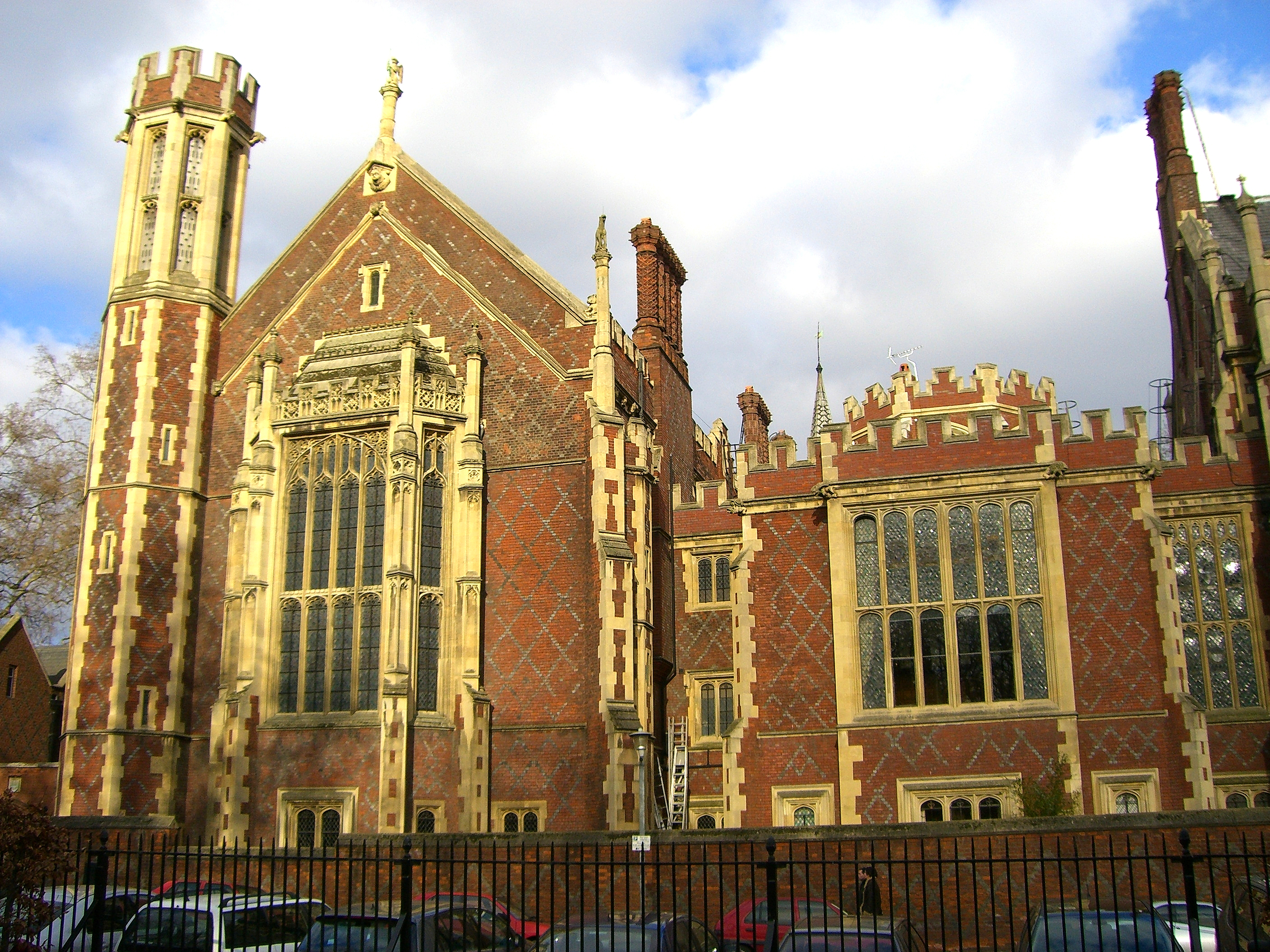
Библиотека Линкольнс-Инн
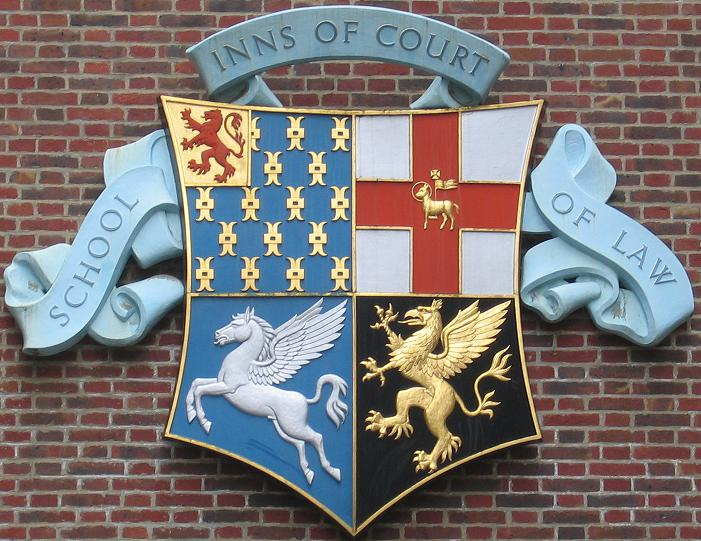
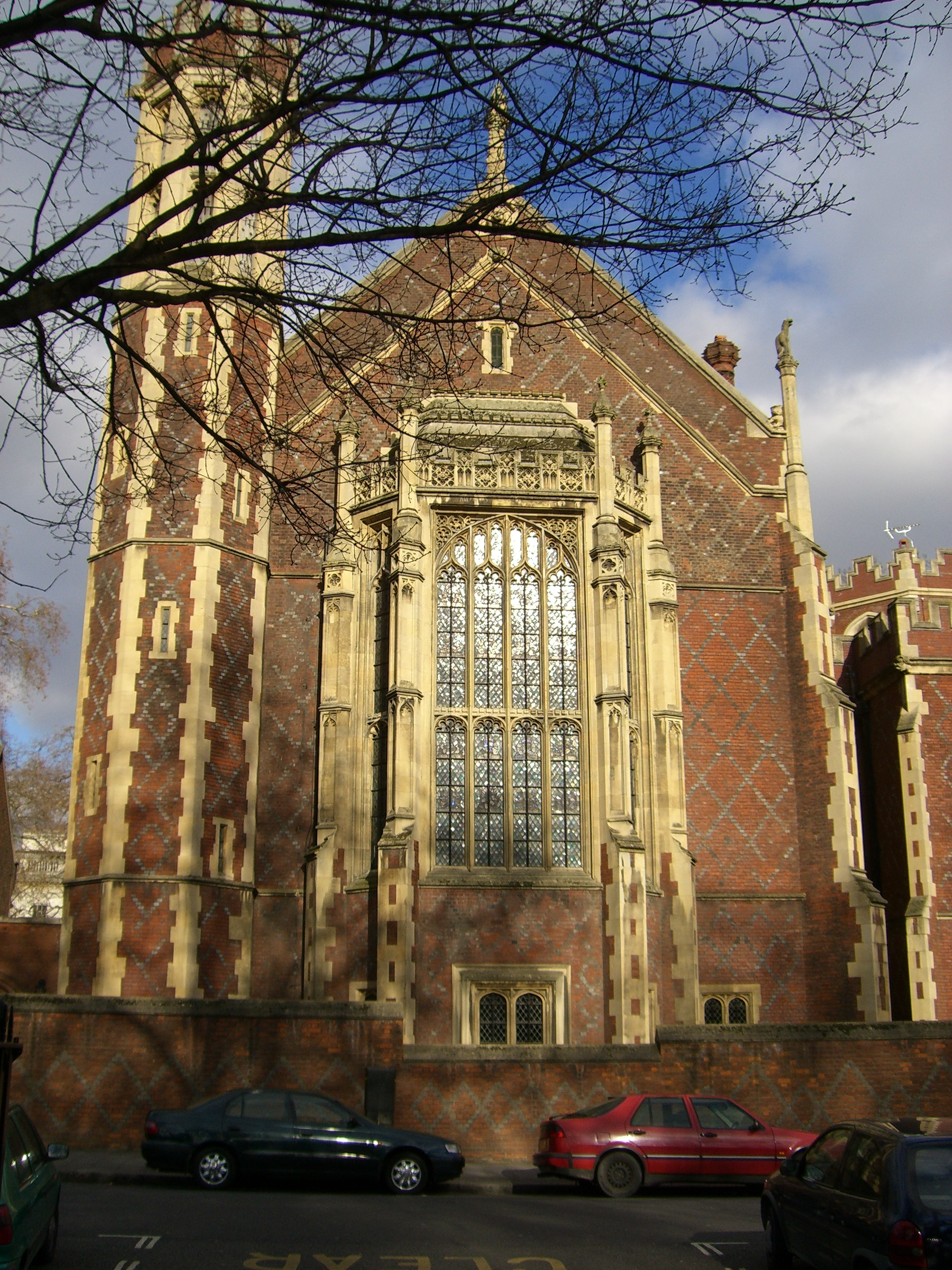
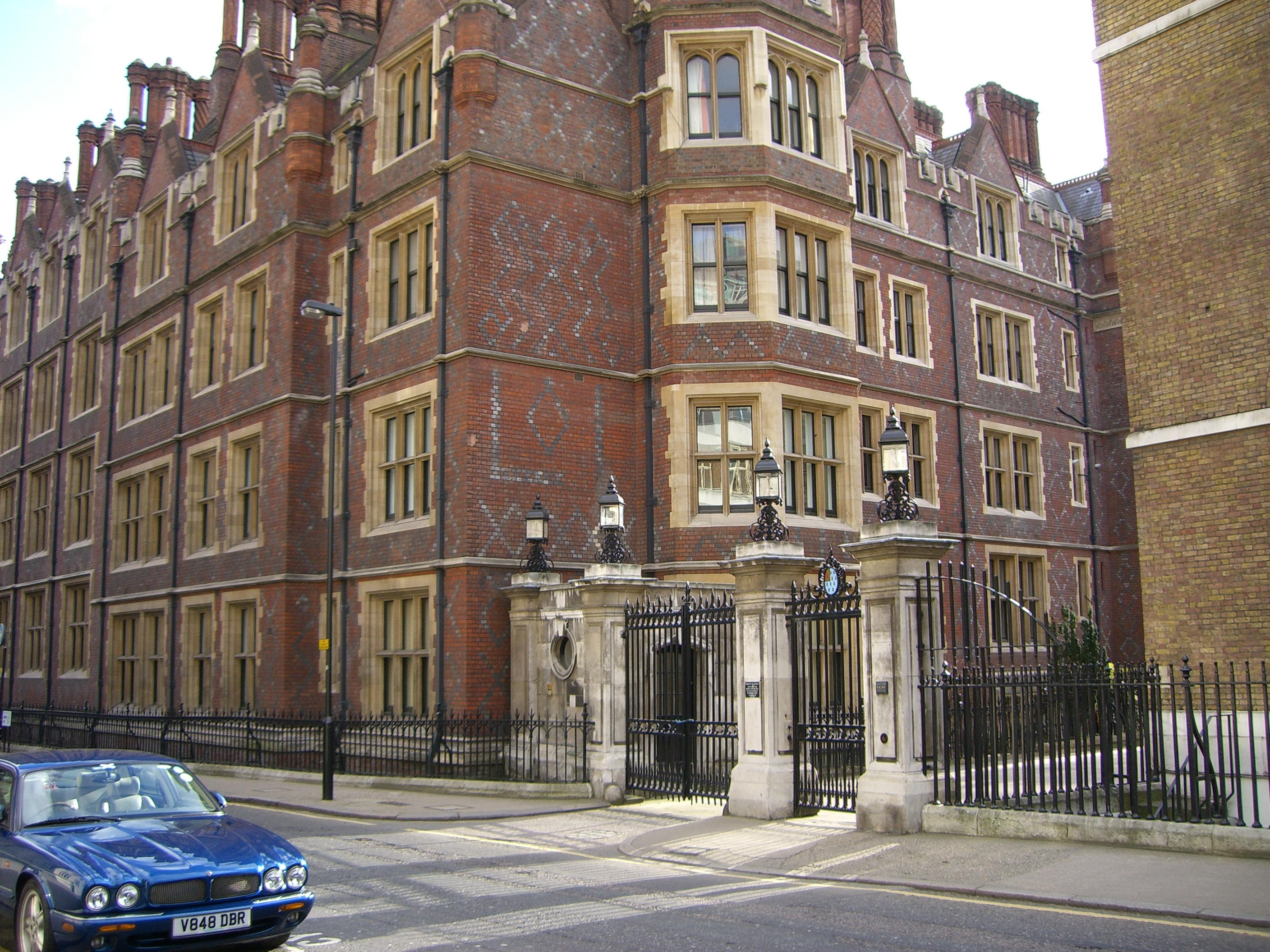